# Ali Tabrizi
Ali Kenza Tabrizi (* 8. Oktober 1993 in Ramsgate, Vereinigtes Königreich) ist ein britischer Filmemacher und Regisseur. Bekanntheit erlangt er durch seinen Netflix-Dokumentarfilm Seaspiracy.

## Leben und Wirken
Ali Kenza Tabrizi wuchs mit drei Geschwistern an der Südostküste Englands auf. Sein Vater ist der aus dem Iran stammende Koch Saeed Tabrizi, seine Mutter Shaine Tabrizi arbeitet für den National Health Service. Er lebte mit seiner Familie einige Jahre im Iran, wo zu dieser Zeit politische Unruhen herrschten. Hier entstand sein Interesse für den Kriegs-Fotojournalismus.
Tabrizi studierte Kunst und Design sowie Kunstgeschichte am Canterbury College und wurde am London College of Communication aufgenommen, um Fotojournalismus zu studieren. Dieses Angebot lehnte er ab, um die Laufbahn als Filmemacher einzuschlagen.
Ali Tabrizi arbeitete 2014 gemeinsam mit dem Filmregisseur Kip Andersen an der Umweltdokumentation Cowspiracy: The Sustainability Secret. Sein erster Dokumentarfilm erschien 2018 unter dem Titel Vegan. 2021 erschien der Dokumentarfilm Seaspiracy auf Netflix, bei dem Ali Tabrizi Regie führte und seine Frau sowie Kip Andersen als Produzent mitwirkte.
Tabrizi ist verheiratet und hat mit seiner Frau einen Sohn. Gemeinsam mit seiner Frau gründete er 2019 das Unternehmen Disrupt Studios, bei dem sie ihre Dokumentationen und ihren Podcast verbreiten.